# Wilhelm Wörmann
Wilhelm Wörmann (* 1. Dezember 1919 in Münster; † 22. Mai 2017) war ein deutscher Offizier, zuletzt Brigadegeneral a. D.
Nach dem Abitur 1938 wurde er zum Reichsarbeitsdienst herangezogen. Er leistete Kriegsdienst in der Wehrmacht und wurde zum Leutnant (1941) und Oberleutnant (1944) befördert. Nach dem Zweiten Weltkrieg studierte er in Münster und Göttingen. 1949 wurde er an der Philosophischen Fakultät der Westfälischen Wilhelms-Universität Münster mit der musikwissenschaftlichen Dissertation Alte Prozessionsgesänge der Diözese Münster zum Dr. phil. promoviert. Danach war er wissenschaftlicher Assistent und Hochschuldozent.
1956 trat er in die Bundeswehr ein. Er wurde u. a. an der Panzertruppenschule in Munster und als Lehrstabsoffizier Wehrgeschichte an der Heeresoffizierschule II in Husum/Hamburg verwendet. 1958 wurde er Inspektionschef, später G1 Lehrstabsoffizier bei den Stabsoffizier- und Auswahllehrgängen. 1960/61 war er stellvertretender Bataillonskommandeur des Panzergrenadierbataillons 73 in Zeven. Von 1961 bis 1965 war er Bataillonskommandeur des Panzergrenadierbataillons 43 in Göttingen. Danach war er Hörsaalleiter und Lehrstabsoffizier Taktik an der Heeresoffizierschule I in Hannover. 1967 wurde er Lehrstabsoffizier an der Führungsakademie der Bundeswehr (FüAkBw) in Hamburg. Von 1972 bis 1974 war der Oberst Stellvertreter des Generals für Offizier- und Unteroffizierausbildung im Heeresamt (HA) in Köln. Danach war der Brigadegeneral Kommandeur der Offizierschule des Heeres (OSH) in Hannover. Von 1978 bis 1980 war er Direktor Ausbildung, Lehre und Forschung an der FüAkBw in Hamburg.
Seit 1971 war er Mitglied der Clausewitz-Gesellschaft. 2016 erhielt er die Ehrennadel der Clausewitz-Gesellschaft in Gold.
Er war verheiratet und Vater von zwei Kindern.